# Idékampanj
En idékampanj är en slags tävling med syfte att samla in en mängd kreativa idéer inom ett område. Oftast är den riktad mot en större grupp för att öka chansen att nya eller okända lösningar eller idéer dyker upp. Det förekommer ofta inom reklam och upplevelseindustrin, men förknippas också med uppfinnare, entreprenörer och affärsutvecklare.
Idékampanjer är ett område som utnyttjar internets möjligheter att snabbt och enkelt samla en stor och diversifierad grupp individer inom ett område. Intresset har också vuxit i och med övergången mot idésamhället, där tekniken inte längre är svårigheten, utan det viktiga är att finna nya unika idéer att använda tekniken till.